# Abamektyna

Abamektyna – rodzaj insektycydu i akarycydu z grupy awermektyn. Jest stosowana w ochronie drzew owocowych, roślin warzywnych i kwiatów. Używana jest do zwalczania m.in. przędziorków, miniarek, stonki ziemniaczanej.
Jest środkiem toksycznym dla ludzi – działa szkodliwie przez drogi oddechowe lub po jego połknięciu.
W środowisku wodnym działa bardzo toksycznie na znajdujące się tam organizmy wodne. Może powodować niekorzystne zmiany w środowisku wodnym, przez bardzo długi czas.
Abamektyna stosowana jest również jako lek weterynaryjny przeznaczony dla zwierząt.